# C'mon, Let's Live a Little
Pour plus de détails, voir Fiche technique et Distribution.
C'mon, Let's Live a Little est un film musical américain réalisé par David Butler et sorti en 1967.
C'est le dernier film du réalisateur, qui avait commencé sa carrière dans les années 1910. Il a indiqué n'avoir jamais été payé pour ce film.

## Fiche technique
- Réalisation : David Butler
- Scénario : June Starr
- Production :  Hertlandy Productions
- Photographie : Carl Berger
- Musique : Don Ralke
- Montage : Eve Newman
- Durée : 84 minutes
- Dates de sortie: 
  - États-Unis :3 mars 1967

## Distribution
- Bobby Vee : Jesse Crawford
- Jackie DeShannon : Judy Grant
- Eddie Hodges : Eddie Stewart
- Suzie Kaye : Bee Bee Vendemeer
- Patsy Kelly : Mrs Fitts
- Kim Carnes : Melinda
- Frank Alesia : Balta
- Ken Osmond : The Beard